# Lasionota bifasciatus
Lasionota bifasciatus es una especie de escarabajo del género Lasionota, familia Buprestidae. Fue descrita científicamente por Moore en 1986.

## Distribución geográfica
Habita en el Neotrópico.